# Андреевка (Рославльское сельское поселение)
Андре́евка — деревня в Рославльском районе Смоленской области России. Входит в состав Рославлького сельского поселения. Население — 14 жителей (2007 год). 
Расположена в южной части области в 15 км к северо-западу от Рославля, в 4 км западнее автодороги А141 Орёл — Витебск, на берегу реки Крапивня. В 4 км восточнее деревни расположена железнодорожная станция Крапивенская на линии Смоленск — Рославль. 

## История
В годы Великой Отечественной войны деревня была оккупирована гитлеровскими войсками в августе 1941 года, освобождена в сентябре 1943 года.
В 1968-м году в деревне насчитывалось 33 двора, около 70-80 жителей. Была ферма (коровник) более 100 коров, конюшня 5-7 лошадей. Водопровод — колонки на улице. В 1967-м году электрифицирована.